# 毗底沙县
毗底沙县，为印度中央邦所辖的一个县。西北临古纳县，东北邻阿绍格讷格尔县，东邻萨格尔县，南邻赖森县、博帕尔县。总面积2,742 km²。县治位于毗底沙。